# Franco Sivetti
Franco Nicolás Sivetti (30 de mayo de 1998) es un futbolista profesional argentino que juega como mediocampista en el Gimnasia y Tiro de Salta.

## Trayectoria
El 1 de junio de 2016, Franco Sivetti jugando para las divisiones menores, (sub-19) participó de la delegación que jugó en Malasia, la final en la cual Estudiantes de La Plata ganaría la Copa Frenz International Cup 2016 derrotando al Club Internacional de Brasil por 1 a 0.
La carrera de Sivetti en la Primera División argentina comenzó en Estudiantes de La Plata en 2018. Se unió a ellos venido del Club América de General Piran años antes. Fue seleccionado en el primer equipo para la temporada 2018-19 por el técnico Leandro Benítez, y la primera inclusión del mediocampista se produjo durante un partido de Copa Argentina con San Lorenzo el 3 de octubre de 2018; fue un suplente no utilizado cuando Estudiantes perdió 1-3. 
Franco Sivetti debutó como profesional días después en una derrota por la liga argentina ante Tigre y fue sustituido por Mariano Pavone a los 64 minutos.
En febrero de 2021, Sivetti fue cedido a Guillermo Brown hasta fin de año.
Ya en diciembre de 2021, consigue la libertad de acción de Estudiantes y se incorpora como jugador libre al Club Almagro.

## Glomerulonefritis
El 6 de mayo de 2019, Franco Sivetti fue diagnosticado por una inflamación de los pequeños filtros de los riñones, denominada glomerulonefritis. Los glomérulos están a cargo de eliminar el exceso de líquido, los electrolitos y los desechos del torrente sanguíneo, y los hacen pasar a la orina. Y por ende debió abandonar por completo la práctica y entrenamiento de fútbol profesional.
A principios de 2020 habiendo superado sin inconvenientes su problema de salud, se reincorporó al plantel profesional de Estudiantes.

## Palmarés
| Competición                  | Equipo                         | Sede    | Resultado |
| ---------------------------- | ------------------------------ | ------- | --------- |
| Frenz International Cup 2016 | Estudiantes de La Plata Sub-19 | Malasia | Campeón   |